# Chaetodon flavirostris

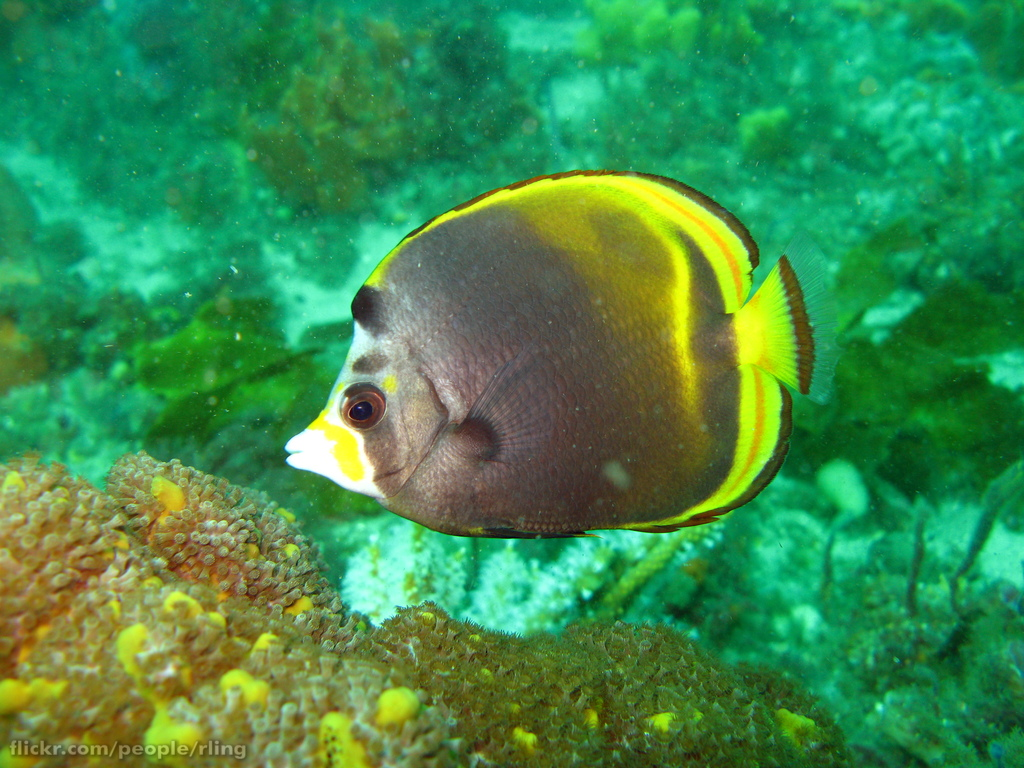
Chaetodon flavirostris en Nueva Gales del Sur, Australia

El pez mariposa Chaetodon flavirostris es un pez marino, de la familia de los Chaetodontidae. Su nombre común en inglés es Black butterflyfish, o pez mariposa negro.	

## Morfología
Posee la morfología típica de su familia, cuerpo ovalado y comprimido lateralmente. El perfil dorsal es claramente cóncavo.  
La coloración del cuerpo es negruzca, con un amplio borde amarillo en las aletas dorsal, anales y caudal. La nariz es amarilla con manchas blancas, y la boca blanca. Presenta un bulto distintivo en la frente.
Tiene entre 12 y 13 espinas dorsales, entre 24 y 27 radios blandos dorsales, 3 espinas anales, entre 20 o 21 radios blandos anales, y 15 o 16 radios blandos en las aletas pectorales.
Alcanza los 20 cm de largo.

## Hábitat y distribución
Se localiza en distintos hábitats marinos. Suele verse, tanto en arrecifes exteriores, como en zonas más resguardadas, ricas en crecimiento coralino. Ocasionalmente se le ve en estuarios, así como en sustratos rocosos dominados por crecimiento de macroalgas. Los juveniles se resguardan en zonas protegidas de arrecifes interiores. Normalmente se ven solos o en parejas, pero forman grandes agregaciones en ciertas localidades, como en la isla Lord Howe. Es una especie común.
Su rango de profundidad está entre 2 y 20 metros.
Se distribuye en aguas tropicales del océano Pacífico. Es especie nativa de Australia; Islas Cook; Fiyi; Nueva Caledonia; Niue; Isla Norfolk; Pitcairn; Polinesia; Islas Salomón; Samoa; Tonga; Vanuatu y Wallis y Futuna.

## Alimentación
Se alimenta de algas, corales y de pequeños invertebrados bénticos.

## Reproducción
Son dioicos, o de sexos separados, ovíparos, y de fertilización externa. El desove sucede antes del anochecer. Forman parejas durante el ciclo reproductivo, pero no protegen sus huevos y crías después del desove.